# Klokan kosmatý
Klokan kosmatý (Lagorchestes hirsutus) je malý vačnatec z čeledi klokanovití, jeden ze dvou žijících zástupců rodu Lagorchestes.

## Systematika a rozšíření
Druh popsal John Gould v roce 1844. Rozlišují se 3 „poddruhy“, jejichž fylogenetické vztahy nicméně zůstávají nevyjasněny a může jednat jen o jiné populace:
- L. h. hirsutus – vyhynulý, původně byl rozšířen v jihozápadní Austrálii;
- L. h. bernieri – rozšířen po Bernierově a Dorreově ostrově (taxon z Dorreova ostrova je někdy považován za samostatný poddruh L. h. dorreae[5]);
- L. h. (bezejmenný poddruh) – původně rozšířen v poušti Tanami, kde však vyhynul, nicméně zachráněna byla nevelká populace v umělém chovu v Alice Springs. Tato populace dala základ několika translokačním programům, z nichž ten nejúspěšnější se konal v roce 1998 na Trimouilleoův ostrov v západní Austrálii, kde populace klokanů kosmatých vzkvétá.[4] Zástupci zmíněné populace ze zajetí byli translokováni i do oplocených rezervací na australské pevnině, kde zůstávají v bezpečí před predátory.[6][4][7]

Klokan kosmatý by kdysi velmi hojně rozšířen ve vyprahlých oblastech střední a západní Austrálie. Byl dobře znám i místním domorodým obyvatelům, kteří jej pravidelně lovili pro klokaní maso. V 50. letech 20. století zcela vymizel z pevninské Austrálie.

## Popis

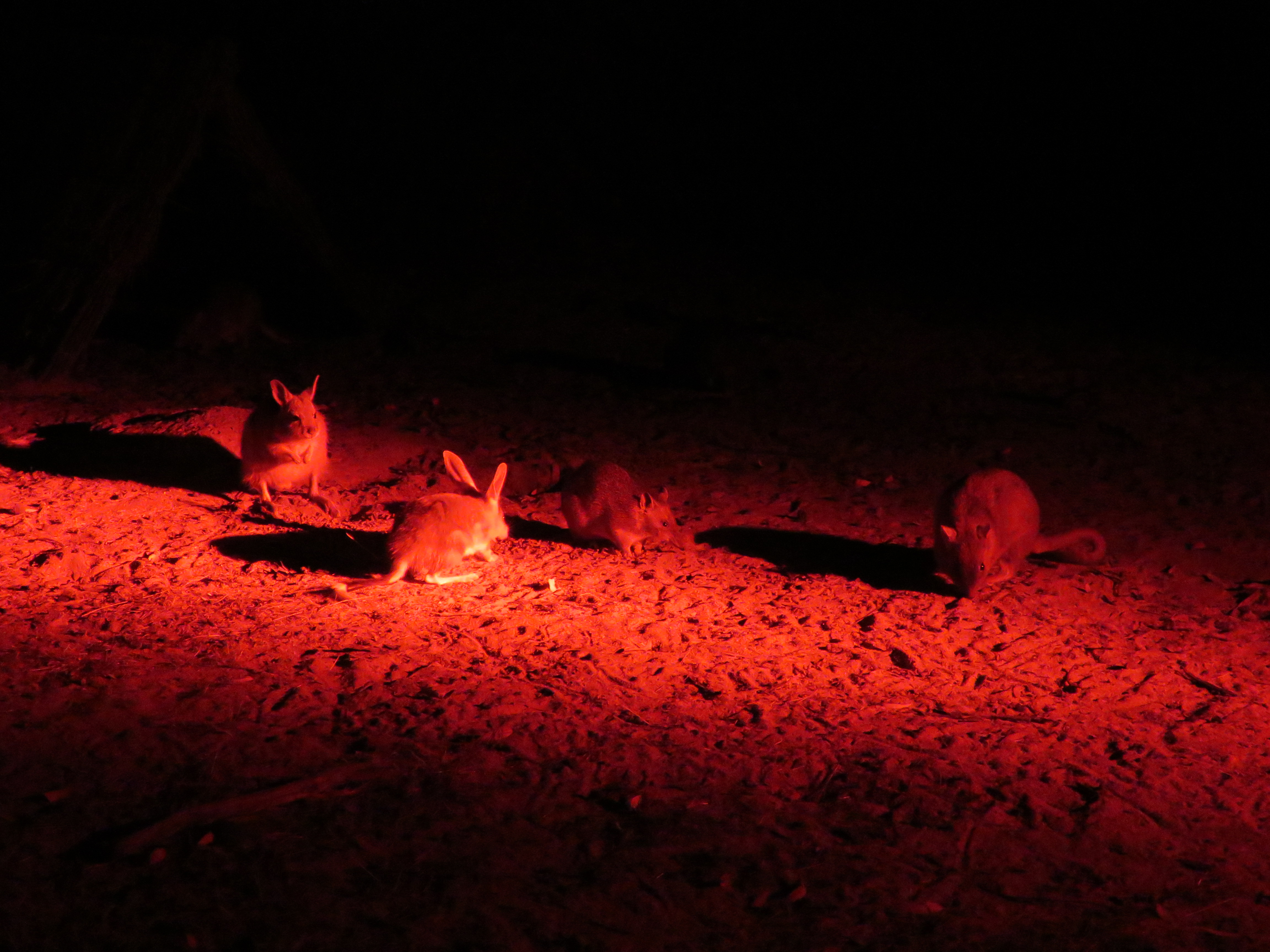
Skupinka klokanů kosmatých

Jedná se o malý druh klokana dosahující výšky 31–39 cm, délka ocasu se pohybuje kolem 25–30 cm. Váha bývá v rozmezí 1,6–1,7 kg. Samice jsou o něco větší než samci. Srst se měkká, načervenalá. Ocas je jemně osrstěný s tmavým koncem. Horní strana těla je tmavší, spodina je světlá.

## Biologie
Jedná se o nočního živočicha. Dny tráví v norách v kořenových systémech triodieových trav. V nejparnějších oblastech tyto nory mohou dosahovat hloubky až k 1 m, v místech s nižšími teplotami jsou kratší. Živí se převážně trávou. Samice dosahují pohlavní vyzrálosti již kolem 5., někdy ale až kolem 18. měsíce věku. Samci dosahují pohlavní dospělosti kolem věku 14 měsíců. Může se rozmnožovat po celý rok. Mládě tráví ve vaku kolem 4 měsíců.

## Ohrožení
Mezinárodní svaz ochrany přírody považuje druh za zranitelný. K vyhynutí klokanů kosmatých z pevninské Austrálie došlo následkem lovu introdukovanými predátory, jako jsou kočky a lišky, svůj podíl patrně měly i sucha a lesní požáry. Celková populace se hrubě odhaduje na 4000 dospělých jedinců.